# Jean Imbert (cuisinier)
 (Août 2025).
Il peut être nécessaire de l'améliorer pour respecter le principe de neutralité de point de vue. Veuillez consulter la page de discussion pour plus de détails.

Pour les articles homonymes, voir Imbert et Jean Imbert.
Jean Imbert naît le 18 juillet 1981 à L'Haÿ-les-Roses (Val-de-Marne) et grandit dans cette ville, où ses parents possèdent une entreprise de reliure. En 2021, il succède à Alain Ducasse à la tête des cuisines du Plaza Athénée à Paris. Il dirige plusieurs restaurants d’exception à l’international, du Cheval Blanc St-Barth au Venice Simplon-Orient-Express ou l’hôtel de Marlon Brando en Polynésie. Il est reconnu pour sa créativité audacieuse et ses collaborations prestigieuses avec les univers du luxe, de la mode et du cinéma. Au total, près de 1 000 personnes travaillent aux côtés de Jean Imbert à travers ses différents restaurants.

## Biographie

### Formation et débuts
Alors qu'il est au collège, Jean Imbert effectue un stage dans le restaurant doublement étoilé de Jean-Pierre Crouzil à Plancoët, ce qui détermine sa vocation.
En 1999, après avoir obtenu un baccalauréat série S, il entre à l'institut Paul-Bocuse à Lyon ou il est le plus jeune diplômé de l’histoire et effectue des stages chez Michel Rostang à Paris, puis à Strasbourg chez Antoine Westermann. Après l'obtention de son diplôme en 2001, il travaille pour Éric Briffard. En 2003, à vingt-deux ans, il ouvre son premier restaurant, L'Acajou.
Des 2013 Le Nouvel Obs titre dans son portrait « Jean Imbert, le Lady Gaga des fourneaux »  
Le New York Times salue « un chef aux codes nouveaux, ancré dans la tradition mais tourné vers la scène mondiale ». Le Monde qui lui dédit la couverture pour son magazine M, jamais fait pour un chef, décrit son parcours comme « l’une des trajectoires les plus atypiques et inspirantes de la gastronomie française contemporaine ». Le magazine Elle le décrit comme « la star des cuisiniers et le cuisiner des stars ».
Il est très proche de plusieurs artistes de tout horizon, comme Rihanna, Kilian Mbappé, Matthew McConaughey, Madonna, JR, Dua Lipa, Zinedine Zidane, Omar Sy, Leïla Bekhti ou encore Robert De Niro.  

### Top Chef et présence télévisuelle
En 2012, il remporte la saison 3 de Top Chef, l'émission de télé-réalité culinaire de M6, dont la finale est un des records d'audience du programme. Il est considéré comme l'un des gagnants les plus connus de l'émission.
Il revient à la télévision en apparaissant dans Norbert et Jean : Le Défi avec Norbert Tarayre.

## Ses restaurants
L’Acajou (Paris) – 2004 à 2019
Jean Imbert ouvre L’Acajou à Paris à l’âge de 22 ans. Il y impose une cuisine créative, et attire rapidement de nombreuses célébrités. Le Figaro parle à l’époque d’un « chef jeune, audacieux, déjà très technique ». Libération souligne ses établissements qui ne désemplissent pas.
Mamie (Paris) – 2019 à 2021
En hommage à sa grand-mère, Jean Imbert ouvre Mamie, une adresse chaleureuse dédiée à la cuisine familiale, dans le 16e arrondissement. Le décor recrée une maison de famille, et la carte met à l’honneur les plats d’enfance. Le 20h de TF1 de Gilles Bouleau, leur dédie un reportage touchant pour l’ouverture du restaurant. Vogue publie également une vidéo sur le duo Mamie et Jean lors de la sortie de son livre « Merci Mamie », faisant plusieurs millions de vues.
Cheval Blanc – (Saint-Barthélemy) – depuis 2019
Jean Imbert reprend les rênes de la restauration dans l’unique palace des Caraïbes, le Cheval Blanc St Barth, notamment avec le restaurant “La Case”. Le Figaro écrit : "Jean Imbert a imaginé le restaurant La Case comme le lieu de rencontre des saveurs et de l'art de vivre des Caraïbes". Il est également le chef du restaurant La Cabane, et plus généralement de tout l’hôtel.
To Share (Saint-Tropez) – 2020-2021
En 2020, Jean Imbert ouvre To Share à Saint-Tropez, en collaboration avec l’artiste Pharrell Williams et LVMH. Après avoir déjà ouvert ensemble à Miami, le restaurant Swann. Pour la saison 2021, ils ont ouvert un second restaurant du même nom à Ibiza.
Plaza Athénée (Paris) – depuis 2021
En 2021, Jean Imbert succède à Alain Ducasse au Plaza Athénée, palace de l’avenue Montaigne. À l’ouverture il est invité chez Quotidien, Yann Barthès commente « C’est une révolution dans le monde de la gastronomie »
Il y installe une vision personnelle de la cuisine française, autant dans la mythique brasserie parisienne du Relais Plaza, qu’autour des grandes traditions bourgeoises revisitées au restaurant gastronomique. Le Monde parle d’un retour aux fondamentaux de la grande cuisine française dans l’un des décors les plus spectaculaires de Paris. En mars 2022, le Guide Michelin lui attribue une étoile seulement 9 semaines après son ouverture. Le magazine Elle souligne alors lors de sa critique : « un défi de haute cuisine, éblouissante de modernité et résolument en résonance avec notre époque » 
Forbes US écrit:  « The Athénée resides on Paris’ most favorite fashion street, France’s fantastic chef Jean Imbert watches over its five restaurants. » 
Il crée le chalet du Plaza Athénée, ouvert chaque année en hiver face à la patinoire installée spécialement pour l’occasion. Jean Imbert signe aussi les cartes des autres points de vente de l’hôte comme la Cour Jardin, la Galerie, la Terrasse Montaigne.
Monsieur Dior (Paris, Avenue Montaigne) – depuis 2022
Jean Imbert est le créateur du premier restaurant « Monsieur Dior » au monde, le restaurant du siège historique au 30 avenue Montaigne, entièrement repensé par Peter Marino. Dans cet écrin couture, il imagine une cuisine élégante et intemporelle, inspirée par l’esprit de Christian Dior, grand amateur d’art de vivre. Le Figaro décrit « un dialogue subtil entre la mode et la gastronomie ».  C’est la première fois qu’un chef crée pour la maison Dior une bûche de Noël, une galette des rois et un œuf de Pâques. Il recrée la robe Junon en chocolat pour Pâques, saluée par la presse.
Venice Simplon–Orient-Express – depuis avril 2022
En 2022, il devient chef du mythique train Belmond. Dans les voitures historiques Art déco, il réinvente l’expérience du dîner à grande vitesse. Condé Nast Traveler évoque une scène gastronomique unique au monde mêlant nostalgie, excellence et audace culinaire. Il organise des événements d’envergure mondiale, souvent tenus secrets. Certains filtrent dans la presse, comme l’anniversaire de Jay-Z qu’il organise sur plusieurs jours, ou le mariage d’Alexandre Arnault ou il emmène plusieurs invités de Paris jusqu’à Venise.
The Brando (Tetiaroa, Polynésie française) – depuis 2023
Sur l’atoll privé de Marlon Brando, refuge mythique découvert lors du tournage des Révoltés du Bounty, Jean Imbert imagine une expérience culinaire unique. Il prend la direction de toute l’offre gastronomique de l’hôtel et signe Les Mutinés, une table d’exception nichée au cœur de l’île. Au Bob’s Bar, il réinvente un menu autour d’un carnet de voyage oublié par Marlon Brando, en hommage à tous ses plats préférés. Il propose une gastronomie durable, fondée sur les ingrédients locaux de Tetiaroa. Lieu ultra-confidentiel, Le Brando accueille les personnalités les plus influentes : Barack Obama y a écrit ses mémoires, Leonardo DiCaprio y séjourne régulièrement.
Hôtel Martinez, Cannes – depuis mai 2023
En 2023, Jean Imbert prend les rênes de toute la restauration du mythique palace de la Croisette, avec l’ouverture de La Plage et du restaurant Le Sud. En 2024, il redonne vie à l’emblématique Palme d’Or. Le Point titre : « Jean Imbert : à Cannes, son remake réussi de la Palme d'Or », tandis que Le Figaro parle  d’une table de lumière et d’ambition. Même la presse internationale s’enthousiasme. En mars 2025, le Guide Michelin lui décerne une étoile, moins d’un an après l’ouverture. Pour cette occasion, il est invité chez France Inter au micro de Léa Salamé. Le WWD titre : « Chef Jean Imbert reinvents Cannes' classic La Palme d'Or restaurant with cinematic touches » En mai 2025, il inaugure également un nouveau bar au sein de l’hôtel.
Le magazine Harper's Bazaar  écrit : « Cuisine at Hotel Martinez comes courtesy of Chef Jean Imbert, which means it certainly doesn’t disappoint. Considered one of the most influential French people in the world »
The Lana – Dorchester Collection (Dubaï) – depuis février 2024
Jean Imbert devient chef du restaurant Riviera au sein du palace The Lana, inauguré par la Dorchester Collection à Dubaï en 2024. Forbes écrit : « Riviera is set to be a contemporary Mediterranean restaurant inspired by Imbert's journeys ». Il prend également les rênes du rooftop très prisé de l’hôtel “High Society”.
Steam Ship Sudan (Nil, Égypte) – 2024
À bord de ce bateau historique ayant inspiré Mort sur le Nil d’Agatha Christie, Jean Imbert imagine une cuisine de croisière luxueuse inspirée de l’Égypte, entre influences levantines et techniques françaises. Selon le magazine Envols, « une expérience gastronomique d’exception, le chef Jean Imbert ayant pris récemment la barre de la carte du légendaire navire".
Logis Sainte Catherine (Mont Saint-Michel, France) – Janvier 2025
En janvier 2025, Jean Imbert ouvre le Logis Sainte Catherine, en haut du Mont Saint-Michel, dans un lieu chargé d’histoire restauré par Mauviel 1830. Pensé comme un refuge intime, ce lieu célèbre les produits normands et bretons d’exception dans un esprit de terroir.
La Forêt Secrète (Disneyland Hôtel) – 2025
Chef du tout nouveau restaurant de prestige “La Forêt Secrète” du Disneyland Hôtel, Jean Imbert signe une expérience inédite entre haute gastronomie et féerie. Une première mondiale où un chef étoilé dirige une table immersive dans un palace Disney. Le Monde salue « un projet hors norme au croisement du rêve et de l’excellence ».

## Autres activités

### Cuisine
Dès 2012, Jean Imbert se fait remarquer pour sa créativité dans Top Chef, notamment avec sa salade de fruits, encensée par Christophe Michalak et Jean-François Piège. Depuis, il construit un répertoire de plats iconiques : son avocat en trompe l’œil, devenu sa signature visuelle, la tomate farcie inspirée des recettes de sa grand-mère, sa version de la moule-frites au Relais Plaza saluée par plusieurs articles, ou encore sa brioche au caviar du restaurant gastronomique du Plaza Athénée. Chez Dior, son œuf Christian Dior est mis en lumière par Madame Figaro. Enfin, à bord du Venice Simplon-Orient-Express, Vanity Fair salue « le homard et le bœuf Wellington (qui) étaient les vedettes de la carte »

### Diners et collaborations
Il signe le dîner spectaculaire du défilé Louis Vuitton Homme sur le Pont Neuf à Paris, dirigé par Pharrell Williams, il recrute une équipe de 250 personnes, afin de servir 2000 convives. Il continue régulièrement les collaborations pour des défilés.
Il fait de nombreux d’évènements et diners avec la plupart des grandes maisons comme Hermès, Yves Saint-Laurent, Chanel, mais ces dernières années, c’est avec avec les maisons du groupe LVMH qu’il collabore le plus régulièrement, notamment pour des événements de haute joaillerie et d’horlogerie organisés à Saint-Tropez, en Thaïlande, à Courchevel, Megève, à Majorque, ou encore en Grèce pour un 4 mains aux côtés du chef Mauro Colagreco.
Il est parrain et créateur avec Live Nation de Lollachef à Lollapalooza Paris depuis plusieurs années, ou il a amené des chefs comme Alain Ducasse et Cédric Grolet pour l’évènement.
Il est également le chef des Résidences d’Yquem à Bordeaux et signe des menus d’exception au milieu des vignes, entouré d’artistes de renom.
Il a été chef pour Air France, en signant des menus à bord.
Il collabore avec Christofle et Pharrell Williams afin de créer une collection de services de couverts.
À la veille de l’ouverture des JO de Paris 2024, LVMH, NBCUniversal et Condé Nast ont réuni un impressionnant parterre de stars à la Fondation LVMH pour une soirée exclusive, rythmée par la cuisine de Jean Imbert. Parmi les invités, beaucoup de clients de ses autres établissements : Zendaya, Pharrell Williams, Serena Williams, LeBron James, Rosalía, Mick Jagger, Steven Spielberg, Novak Djokovic, Spike Lee et bien d’autres.
Il entretient par ailleurs des liens durables avec d’autres maisons prestigieuses, telles que Nespresso, ou encore Veuve Clicquot, dont il est partenaire et ambassadeur monde sur plusieurs projets internationaux.

### Cinéma
Jean Imbert nourrit une véritable passion pour le cinéma, qu’il a su tisser étroitement avec sa vision de la gastronomie. Dès 2015, il imagine des expériences immersives mêlant film et cuisine, comme au Grand Palais ou au Palais de Tokyo en collaboration avec MK2, où il crée des restaurants éphémères inspirés par des chefs-d’œuvre du septième art.
Au Plaza Athénée, il crée son propre cinéma chaque année au sein de la cour jardin du palace. « Ce cinéma en plein air s'accorde, évidemment, avec la cuisine de haut vol du chef » selon Vogue.
Il travaille au festival de Cannes depuis ses 17 ans. Il y a 10 ans le festival le choisi comme chef pour un dîner de gala pour Steven Spielberg.
Depuis deux ans, il signe le menu officiel du dîner du jury du Festival de Cannes, une soirée confidentielle imaginée comme un scénario en plusieurs actes.
Il cuisine aussi lors de nombreux tournages notamment pour Robert de Niro.

### Autres activités
Jean Imbert développe de nombreuses activités personnelles.
Auteur de trois livres : 
- Cuisine intime (2012),
- Utile ! (2017),
- Merci Mamie pour les recettes (2020).

Jean Imbert a coécrit le livre Plaza Athénée, publié chez Assouline, dont il a assuré la direction artistique et signé la préface, aux côtés de textes de Marc Lambron, de l’Académie française.
Il crée sa cabane en Bretagne, un projet intimiste et écologique. Comme le décrit Vogue, «  l’architecture, en bois, se fond dans le paysage et reflète un art de vivre sans ostentation ». Il y développe un potager en permaculture, conçu avec Xavier Mathias, référence française en la matière. Selon les Échos : « l’esprit cabane se retrouve dans l'architecture et dans un état esprit tourné vers la nature »
En 2024, Airbnb le choisit comme ambassadeur mondial aux côtés de Gwyneth Paltrow et Ashton Kutcher intégrant sa cabane dans leur campagne internationale.  
Il accompagne aussi des artistes de renom en tournée : il a suivi Les Vieilles Canailles (Johnny Hallyday, Eddy Mitchell, Jacques Dutronc) en 2017, Il est chef lors des tournées de Jay-Z et Beyoncé dont il est très proche.  Il signe même un brunch à Los Angeles pour Roc Nation, leur label. Ils choisissent régulièrement Jean Imbert comme chef pour leurs projets mondiaux.

## Distinctions
- Étoile Michelin[60] (Jean Imbert au Plaza Athénée, Plaza Athénée, 2022)
- Étoile Michelin[28] (La Palme d’Or, Hôtel Martinez, 2025)
- Il obtient le Q d’or Chef de l’année par Quotidien en 2021[61]
- Prix GQ : Chef de l’année (2019)[62]
- Prix GQ – Homme de l’année dans la catégorie Gastronomie (2024)[63]
- Classé parmi les 50 Français les plus influents de l’année[64] par Vanity Fair (2017)
- Nommé Chef de l’année 2023 par Le Point x La Liste dans la catégorie international
- Sélectionné parmi les "50 most fashionable people in food" par GQ US (2023)

## Vie privée
De février 2013 à mai 2014, il est en couple avec l'ex-miss France Alexandra Rosenfeld.
Il a été le compagnon de la comédienne Joséphine Japy en 2015.

### Accusations de violences conjugales
Le 23 avril 2025, dans une enquête publiée par le magazine Elle, il est accusé de violences conjugales (psychologiques et physiques) par plusieurs anciennes compagnes,.
Le 19 août 2025, son ancienne compagne Alexandra Rosenfeld prend la parole sur les réseaux sociaux afin de taire son anonymat au sein dudit article, son prénom ayant été changé en « Éléonore ».